# Batalha da Bélgica
A Batalha da Bélgica ou Campanha Belga, também referido na Bélgica como Campanha dos 18 Dias (em francês:  Campagne des 18 jours, em neerlandês:  Achttiendaagse Veldtocht), fez parte da Batalha de França, uma campanha ofensiva pela Alemanha durante a Segunda Guerra Mundial. Teve a duração de 18 dias em Maio de 1940, e terminou com a ocupação alemã da Bélgica na sequência da rendição do Exército Belga.
Em 10 de Maio de 1940, a Alemanha invadiu o Luxemburgo, os Países Baixos e a Bélgica de acordo com o Plano Amarelo (Fall Gelb). As forças Aliadas tentaram bloquear o Exército Alemão na Alemanha, acreditando que este era a força principal alemã. Depois de os franceses terem enviado os melhores dos exércitos Aliados entre 10 e 12 de Maio, os alemães deram início à segunda fase da sua operação, a ruptura das linhas inimigas, ou "corte de foice", através das Ardenas, avançando até ao Canal da Mancha. O Exército Alemão (Heer) chegou ao Canal ao fim de cinco dias, cercando as forças Aliadas. Os alemães pressionaram os Aliados até que estes tiveram que passar para o mar. O Exército Belga rendeu-se no dia 28 de Maio de 1940, terminando a batalha.
A Batalha da Bélgica incluiu a primeira batalha entre tanques da guerra, a Batalha de Hannut. Foi a maior batalha de tanques da história, até à data, sendo mais tarde ultrapassada pelas batalhas da Campanha do Norte de África e da Frente Oriental. A batalha também incluiu a Batalha da Fortaleza Eben-Emael, a primeira operação aérea estratégica com utilização de pára-quedistas.
A história oficial alemã refere que em 18 dias de fortes combates, o Exército Belga foi um adversário muito duro, salientando a "extraordinária bravura" dos seus soldados. A derrota belga forçou a retirada dos Aliados do continente europeu. A Marinha Real Britânica retirou-se dos portos belgas durante a Operação Dínamo, permitindo ao Exército Britânico escapar e continuar as operações militares. A França chegou a um acordo de tréguas com a Alemanha em Junho de 1940. A Bélgica foi ocupada pelos alemães até ao Outono de 1944, quando foi libertada pelos Aliados.